# Тритоніда
Трітоніда - німфа озера Тритоніда в Лівії (Африка).
За неканонічною версією Тритоніда була матір'ю богині Афіни.
За іншою версією, Афіна народилася поблизу озера Тритоніда.
Тому одним з епітетів Афіни є Тритоніада або Тритогенея.